# Wschodni Szlak Rowerowy Green Velo

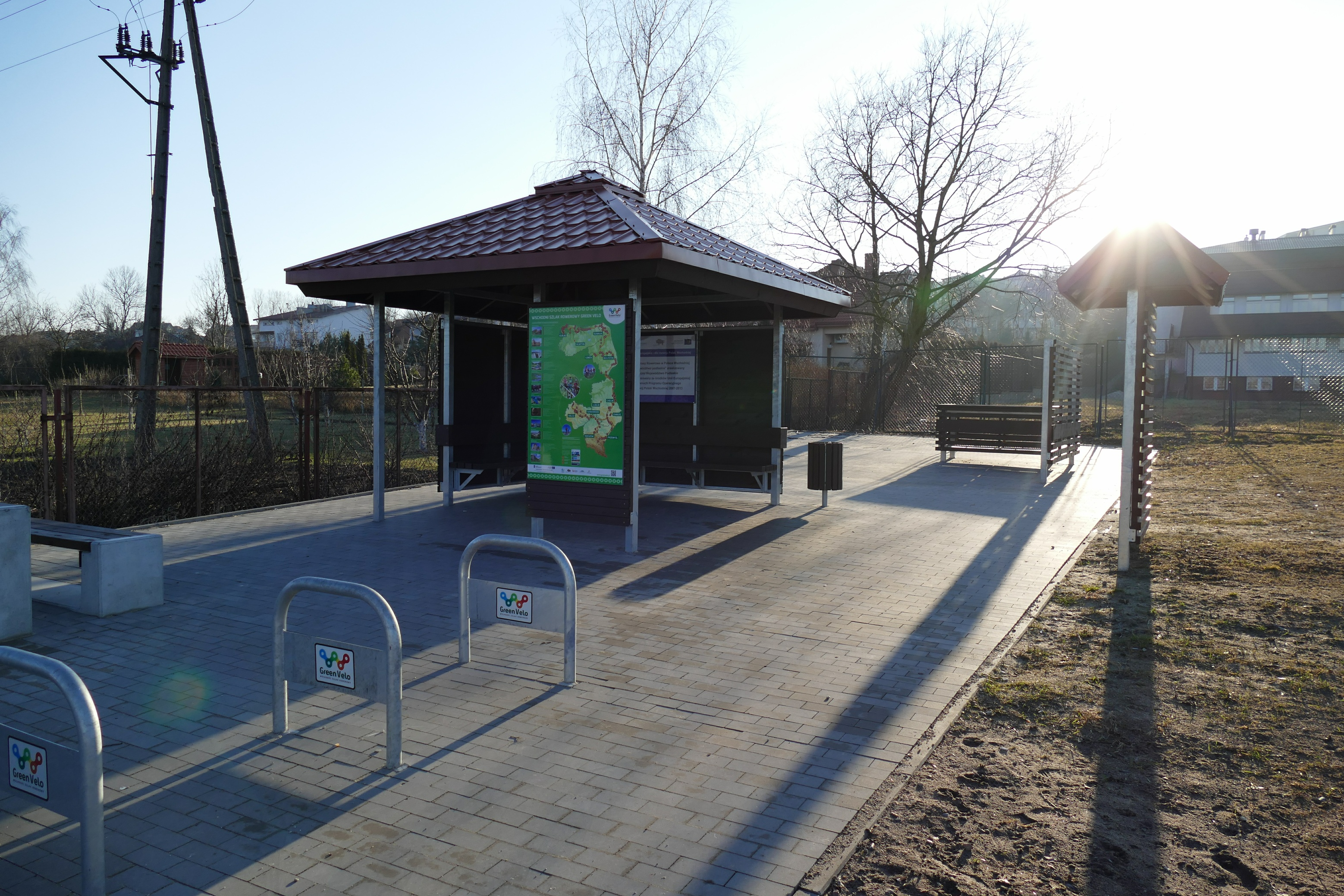
Miejsce obsługi rowerzystów (MOR) w Łomży

Wschodni Szlak Rowerowy Green Velo – najdłuższy szlak rowerowy prowadzący przez pięć województw we wschodniej Polsce. Przebiega przez województwa: warmińsko-mazurskie, podlaskie, lubelskie, podkarpackie i świętokrzyskie, o łącznej długości blisko 2000 km. Szlak został zaprojektowany z myślą o turystach rowerowych na każdym poziomie zaawansowania i oferuje różnorodne krajobrazy – od lasów i dolin rzek po malownicze miasta i wsie. Trasa jest oznakowana tablicami kierunkowymi oraz miejscami obsługi rowerzystów (MOR) rozmieszczonymi co 8-10 km. Dodatkowo na trasie znajdują się liczne atrakcje historyczne i kulturowe, m.in. zamek w Łańcucie, Starówka w Sandomierzu czy Archikatedra we Fromborku. 

## Opis szlaku
Trasa szlaku przebiega przez pięć parków narodowych. Cztery parki znajdują się w województwie podlaskim, tj. Wigierski Park Narodowy, Biebrzański Park Narodowy, Narwiański Park Narodowy oraz Białowieski Park Narodowy, natomiast w województwie lubelskim na szlaku znajduje się Roztoczański Park Narodowy.
Trasa główna i lokalne odcinki łącznikowe mają łączną długość 2071 km. Jest to jeden z najdłuższych szlaków rowerowych w Polsce. Wzdłuż szlaku rowerowego wybudowano 228 miejsc obsługi rowerzystów (MOR). Green Velo stanowi połączenie miejscowości oraz obiektów o dużej wartości przyrodniczej, kulturowej i historycznej.
Na zdecydowanej większości trasy szlak biegnie po obszarach nizinnych, łatwych do uprawiania turystyki rowerowej. Wyjątkiem jest odcinek Rzeszów-Przemyśl biegnący przez Pogórze Dynowskie i Pogórze Przemyskie, wymagający większego przygotowania fizycznego.
W 2021 roku Najwyższa Izba Kontroli zbadała szlak i wykryła liczne nieprawidłowości zagrażające jego dalszemu rozwojowi. Przejezdność została wprawdzie zachowana, jednak kontrola wykazała uchybienia dotyczące właściwego utrzymania stanu technicznego dróg i mostów, po których biegnie szlak (np. kładką nad Sanem w Bachowie przejeżdżały samochody), a także braki w jego oznakowaniu.

## Wyróżnienia
Wschodni Szlak Rowerowy Green Velo w 2014 roku zajął drugie miejsce w konkursie Dziennikarzy i MT Polska na najbardziej oryginalne i profesjonalne stoisko targowe „HOMO TURISTICUS” podczas XII Międzynarodowych Targów Turystycznych TT Warsaw. W 2015 roku stoisko Wschodniego Szlaku Rowerowego Green Velo zdobyło wyróżnienie za najciekawszą aranżację podczas XX Targów Turystyki i Wypoczynku LATO 2015. W tym samym roku stoisko promujące Green Velo otrzymało I nagrodę za najbardziej aktywne stoisko podczas targów GLOBalnie w Katowicach.
W celu promocji Wschodniego Szlaku Rowerowego Green Velo nakręcono również materiał filmowy. Spot promujący Green Velo został podwójnie nagrodzony podczas jubileuszowego Film AT–Fim, Art & Tourism Festiwal w Warszawie w 2015 roku.
Kampania promocyjna Wschodniego Szlaku Rowerowego Green Velo, na którą przeznaczono 25 mln złotych, została wyróżniona medalem i dyplomem MERCURIUS GEDANENSIS przez jury Festiwalu Turystyki i Czasu Wolnego w Gdańsku.

## Oznakowanie Green Velo

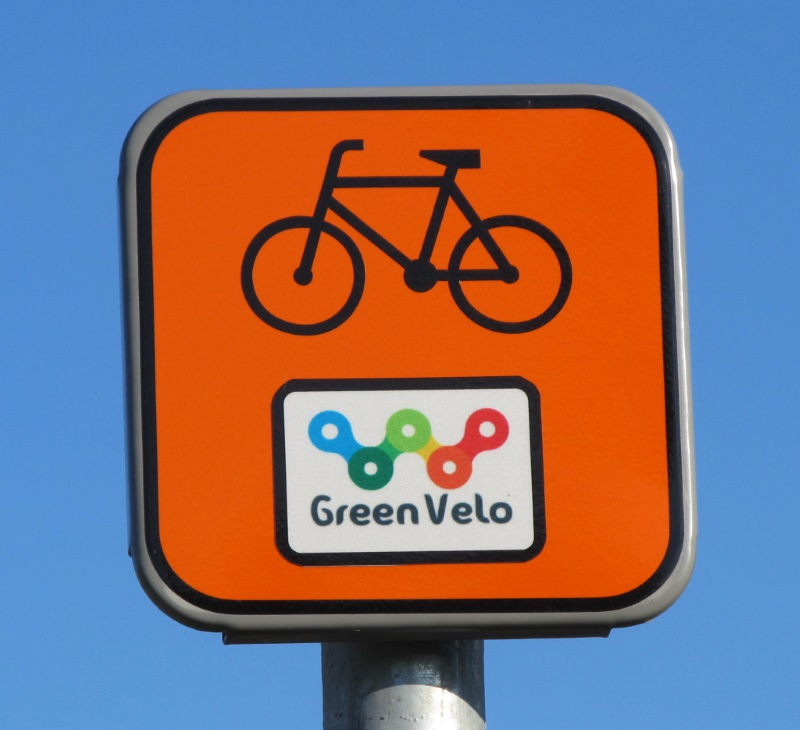
Znak drogowy na trasie szlaku Green Velo
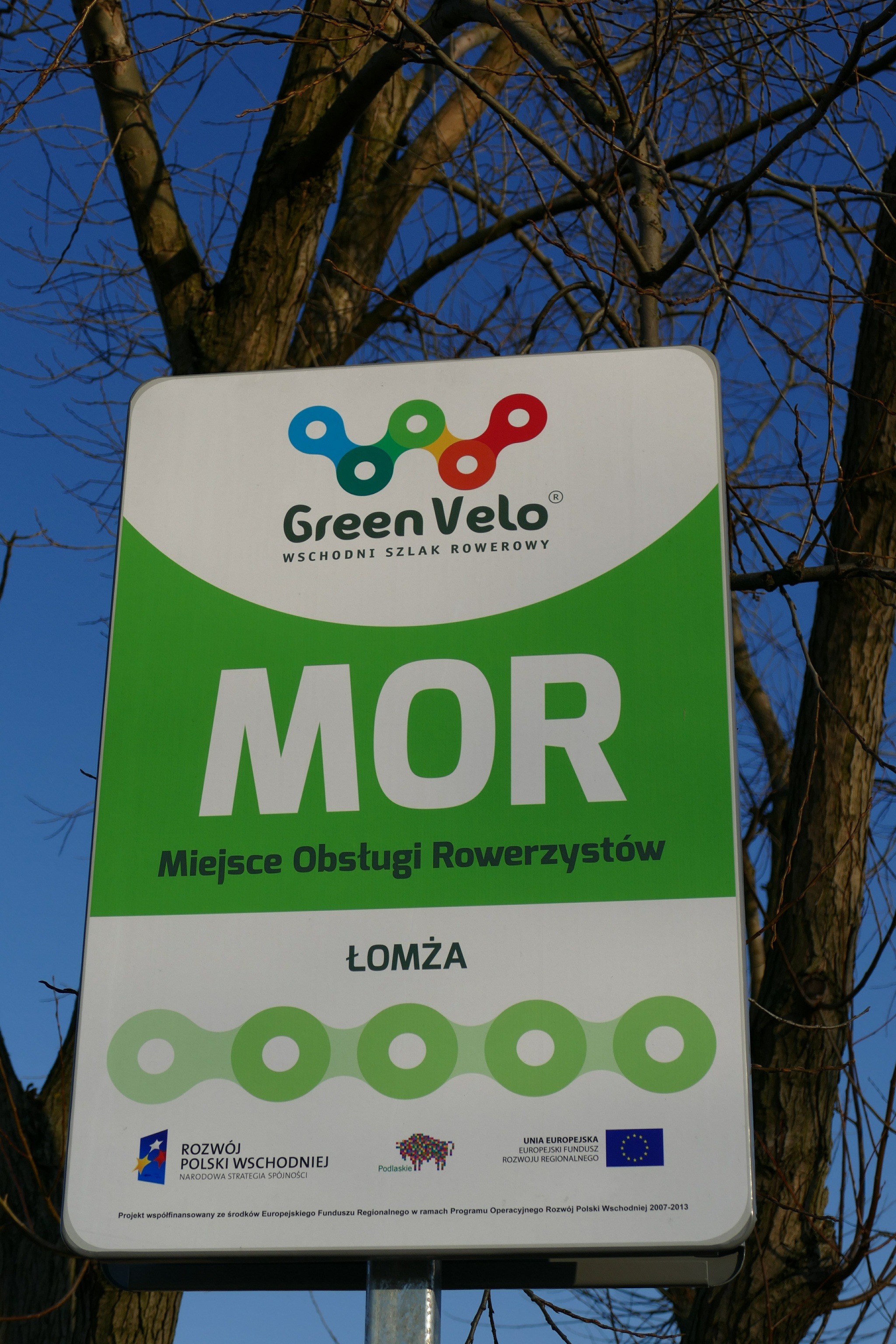
Oznakowanie miejsca obsługi rowerzystów (MOR) w Łomży
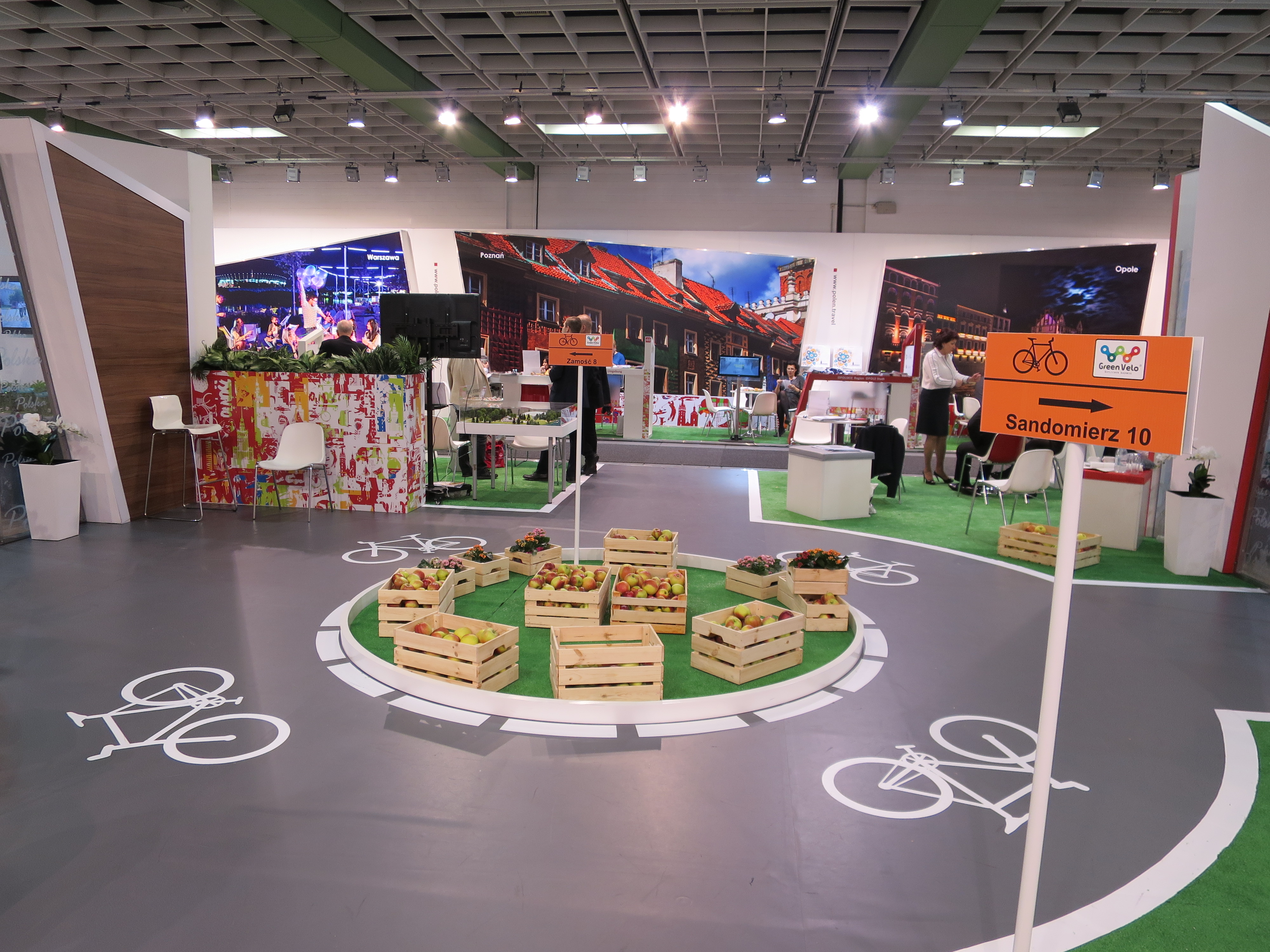
Stoisko Green Velo podczas ITB Berlin 2017